# Grunge
A grunge (ejtsd: grándzs; magyarul: piszok, mocsok) könnyűzenei stílus, amelynek gyökereit és kezdeteit az amerikai underground mozgalomban kereshetjük. A Seattle Sound-ként is emlegetett alternatívrock-irányzat ötvözi és továbbgondolja a rock, punk, hard rock és az indie rock alapokat. Megjelenése a nyolcvanas évekre tehető, Washington állam, azon belül is Seattle környezetére. Híressé a kilencvenes évek elején vált két meghatározó album, a Nirvana Nevermind (1991) és a Pearl Jam Ten (1991) lemeze hatására. Sokan ennek tulajdonítják a 80-as évek rockzenéjének lezárását, és a legutolsó rockforradalomként jellemzik.

## Hangzásbeli jellemzők
A grunge-ra sokféle hatás keveredése jellemző. A nehézséget a besorolásnál az jelenti, hogy az elnevezés igazából a zeneipar egy skatulyája, amely a 90-es évek seattle-i zenéjét próbálta egy kategóriába foglalni. Az ottani zenekarok ugyan valóban sajátos hangzású zenét játszottak, ám egyáltalán nem egységes stílusban. Emiatt a legtöbb együttes tiltakozott is a grunge-bélyeg ellen.
Ennek ellenére, a hangzásról általánosan elmondható a gitár vezető szerepe a dalokban, az erős torzítást alkalmazó hangszerek, illetve a mély hangok és akkordok használata. A klasszikus grunge-dalok hangulata általában nyomott és feszült, függetlenül attól, hogy mind gyors és mind lassú, vontatott dalok is jellemzik a műfajt. Ezt tetőzi a grunge-dalok sajátos szövegezése, mely tömör mondatairól és szókimondó, sokszor kifejezetten polgárpukkasztó szóhasználatáról híresült el.

## Története

### Az elnevezés eredete
A szó angol eredetű, a  „grungy”  – ez a szlengben a „koszos” szinonimájaként használt szó – jelzőből származtatható. A grunge mint fogalom legelőször a 60-as és 70-es években fordult elő zenei stílus és zenészek megnevezéseként. Akkoriban még nem műfajra, inkább a zene és a művészek jellemzőire gondoltak a fogalom használatával. Neil Young (& Crazy Horse), Iggy Pop (& The Stooges) és a The Velvet Underground például a rockon belül is valami egészen különlegesnek hatottak a kísérletezőkedvük által, ami a feedbackeffekteket (olyan hangok, amik az elektromos gitár és az erősítő rendszer visszacsatolásából, „gerjedéséből” keletkeznek) illette. Emiatt a nevezett előadók gitárjátéka kevésbé volt „tiszta” és „sima”, mint az ezekben az évtizedekben alkotó többi zenekaré. Ehelyett inkább nyersnek, durvának hatottak a torzítóeffektekkel ellátott felvételek, melyeket nem is mindig szerkesztettek stúdióban. Ezáltal a zene „lázadónak”, „függetlennek” tűnt. Ez a stílus alakította a 80-as évek közepétől a seattle-i zenei színteret, ekkor kezdte a Green River és a későbbi Mudhoney énekese, Mark Arm a mozgalom elnevezéseként alkalmazni a grunge-ot, amely a 90-es évektől válhatott igazán népszerűvé.

### Kifejlődése
Népszerűvé válásának elején a grunge-ot leginkább azok hallgatták, akik játszották. A zenekarok kis klubokban kis számú közönség előtt játszottak, aminek nagyobb hányadát a többi fellépésre váró együttes tagjai tették ki. Mások azért hallgatták ezt a zenét, hogy megpróbáljanak kitörni a hétköznapok szürkeségéből. Mikor a zenekarok elkezdtek albumokat megjelentetni, a kiadók váltak az új stílus terjesztésének katalizátorává. A sikeresebb zenekarok többsége a Sub Pophoz szerződött.
A kiadvány, amely beindította a grunge-ot, a C/Z Records által megjelentett Deep Six válogatáslemez volt 1986-ban. Az albumon hat együttes számai hallhatók, amelyeket azóta is a „grunge atyjai”-ként tartunk számon: Green River, Soundgarden, Melvins, Malfunkshun, Skin Yard és a U-Men, akik közül többeknek ez volt az első lemezkiadványa. Az előadók stílusát így írták le akkoriban: „Egy alapjában véve agresszív, kemény hangzás, amely a heavy metal lassabb tempóját a hardcore intenzitásával ötvözi.” Ahogy a Sub Pop producere, Jack Endino emlékszik: „Az emberek csak annyit mondtak: 'Miféle zene ez? Ez nem metal, nem is punk, mi ez?' (…) Aztán felkiáltottak: 'Heuréka! Ezekben a zenekarokban van valami közös!'” Később 1986-ban Bruce Pavitt megjelentette a Sub Pop 100 válogatást csakúgy, mint a Green River Dry As Bone EP-jét, új kiadója: a Sub Pop kiadványaként. Egy korai Sub Pop-katalógus így írta le a Green River EP-t: „Ultra laza GRUNGE, ami egy generáció erkölcsét rombolta le.”
1988 novemberében a Sub Pop megtette első lépéseit a grunge népszerűsítése érdekében, mégpedig a Sub Pop Singles Club létrehozásával, amely egy előfizetéses szolgáltatás volt, és a megrendelők számára biztosította a helyi zenekarok kislemezeit havonta levélben elküldve. Ez fokozta a grunge népszerűségét, és a kiadóét is egyben, legalábbis a seattle-i régióban. A S.P. két alapítója, Bruce Pavitt és Jonathan Poneman állítja, hogy az igazi robbanás akkor kezdődött, mikor felkérték a Everett True-t a brit Melody Maker magazintól, hogy írjon egy cikket a helyi zenei világról. Ennek segítségével válhatott a grunge ismertté a 80-as évek végére már a régión kívül is, megadva az első lökést a népszerűség elérése felé. A Mudhoney-t mondják e korszak legsikeresebb zenekarának, egészen a 80-as évek végéig, hála az 1988-as kislemezüknek, a „Touch Me I'm Sick”-nek. Ám a 90-es évek beköszöntéig az új stílus nem vált nagyobb hatású jelenséggé az USA-ban.
A kilencvenes évek elején néhány éppen megalakult washingtoni együttes elkezdte a korai grunge-hangzást a hard rockkal ötvözni. A legjellegzetesebb példa erre a Pearl Jam, a rövidéletű Mother Love Bone és a Temple of the Dog, amely három zenekarnak majdnem ugyanazok voltak a tagjai. Ezalatt a Nirvana a grunge-ot a Pixies hangzásával keverte. Végeredményként ezeknek az együtteseknek „tisztább” és kevésbé heavys hangzásuk volt, mint a 80-as évek grunge-bandáinak, ezzel kikövezve az utat a mainstream siker előtt.
Az első videó, ami a grunge-ra felhívhatta a figyelmet a Soundgarden „Flower”-je volt, amit az MTV néhányszor leadott a „120 Minutes” című műsorában. Egy kicsit több mint két évvel később a Nirvana Smells Like Teen Spiritje bevezette a grunge-ot a mainstreambe.

### Mainstream siker
A Nirvanának tulajdonítjuk, hogy meghozta az áttörést a műfaj számára 1991-ben. A Smells Like Teen Spirit népszerűsége a Nevermind albumról meglepte az egész zeneipart. Az album #1 lett világszerte, és ezzel megnyitotta az utat a többi zenekar, köztük a Pearl Jam számára is. A Pearl Jam valójában egy hónappal korábban, 1991 augusztusában megjelentette már debütáló albumát, a Tent, de a lemez eladási mutatói csak a Nirvana sikerei után ugrottak meg. Az akkori és a mai közönség számára is a grunge általában maximum ezt a két zenekart jelenti, a maguk punkos, lázadó megnyilvánulásaival a mainstream, valamint kulturális és szociális intézmények ellen. 1991–92 folyamán más seattle-i zenekarok is sikeressé váltak, mint például a Soundgarden a Badmotorfinger és az Alice In Chains a Dirt című albumukkal. A Los Angeles-i L7 együttes is szép rajongótábort gyűjtött maga köré, elsősorban a „Pretend We're Dead” kislemez által. A 90-es évek közepére több hasonló hangzású, ám földrajzilag nem ide sorolható együttes is hírnévre tett szert mint a Stone Temple Pilots San Diegóból, az ausztráliai Silverchair és a brit Bush.
A legtöbb grunge-rajongó és a kritikusok is úgy tartják, a grunge a glam metal hanyatló népszerűsége által juthatott a mainstreambe. Az olyan glam metal zenekarok mint a Mötley Crüe, Poison és a Warrant uralták az amerikai lemezlistákat a 80-as években, a kritikusok becsmérlő véleménye ellenére is. A glam metal a macsó szövegekről, a himnuszszerű riffekről, a rikító öltözködési stílusról és a társadalmi normákkal való ütközéséről volt híres, különösen a közönség szórakoztatásának terén. Ezek a dolgok közkedveltek voltak a nyolcvanas években, de fokozódó ellenérzést kezdtek kiváltani a hallgatóságból a kilencvenes évekre. A grunge viszont egészen jó kontrasztot nyújtott a glam metallal szemben. Így a hair metal alternatívájaként a grunge csillaga elkezdett emelkedni a glam metal hullócsillaggá válásakor.
A grunge-fanok a régióban úgy érezték, hogy a média túlzott fontosságot tulajdonított a grunge-zenészek által hordott ruháknak, mint ahogy a többi apró helyi kulturális sajátosságnak is. Az általánosan elterjedt ruházat a korai években a punkos ízlés és az átlagos mindennapi viselet keveréke volt (legjellemzőbb ruhadarab: flaneling). Ez a „divat” nem a feltűnési vágy miatt alakult ki, de az ilyen ruhadarabok könnyű megfizethetősége, valamint a régió hűvös éghajlatához illő melegsége által mégis elterjedt. A kilencvenes évek elején a divatipar széles réteget célzott meg a „grunge divat”-tal, elég magas árat felszámítva a szerintük a grunge-régióban divatos ruhákért. A média ebből kiindulva egész kultúrát teremtett a grunge-ból, a Generation X számára mondvacsinált másolatot készítve az előző generáció hippimozgalmáról. Érdekes példa arra, hogyan sült el visszafele a média nagy igyekezete: a The New York Times megjelentetett egy hamis listát a grunge-körökben használt szlengről, amelyet később a Sub Poptól Megan Jasper leplezett le. A hatalmas médiafelhajtást dokumentálja az 1996-ban megjelent Hype! című dokumentumfilm is.
Miközben az ilyen felszínességek zavarták a legtöbb seattle-i rajongót, a legtöbb grunge-zenész megmaradt a híressé válásuk előttről megszokott ruházkodásánál. Ám a régión kívül is egyre több zenész kezdett hasonlóan öltözködni. A rockvilágban a márkás ruhák nem számítottak becsülendőnek, a flanel, farmer, bakancs (gyakran Doc Martens) és a Converse tornacipő volt a legelterjedtebb. Sok fiatal rajongó a régión kívülről is magáévá tette a stílust a normákkal szembeni ellenszegülésként, amit persze sokan felszínességnek tartottak. Angliában a fiatalokat, akik e szerint a divat szerint öltöztek, „grungers” névvel, míg Amerikában a „grungies” szóval illették. A sok megrögzött rock and roll rajongó „ellendivatot” indított az új trend ellen. Ez hozzájárult ahhoz, hogy a „grunge-divat” egy újabb lökést kapjon, ám a legtöbb fan el is dobta ruháit röviddel a megvásárlásuk után, így a gyártók hamarosan abbahagyták az értékesítést.
Sok jelentős esemény történt a zene „grunge-korszak”-a alatt, amik nem történhettek volna meg, ha a grunge nem válik híressé. Az alternatív rock – amit azelőtt csak helyi klubokban, egyetemi rádiókban vagy független lemezkiadóknál lehetett hallani – népszerűvé vált a nagyközönség körében is, mikor a nagy kiadók elkezdték kiadni a korábban ismeretlen zenei irányzatok képviselőinek lemezeit. A Lollapalooza nevű utazó fesztivál is ennek eredményeként születhetett meg, a grunge-dzsal a '92-es és '93-as koncertek fő irányvonalaként. A média reflektorfényeinek tüzében a grunge a popkultúra része lett, amit legjobban a '92-es Facérok című film mutat, melyben több grunge-banda tagjai is szerepeltek. A Nirvana és a Sonic Youth szerepelt ugyanabban az évben az „1991: The Year Punk Broke” dokumentumfilmben. A Riot grrrl – egy másik „punkszármazék”-irányzat – Nyugat-Washingtonból (szokták a grunge női változatának is nevezni) szintén népszerű lett a régióban. Ahogy a punk ihlette zene ilyen híressé vált, természetesen a punk maga is újjászülethetett, mikor a Green Day és a The Offspring listavezetőkké váltak. A független kiadók is képesek voltak olyan sikereket elérni, mint a nagy kiadók, felvették a versenyt vetélytársaikkal, legszebb példa erre a Sub Pop sikertörténete.

### A hanyatlás
A grunge-őrület valamiért mégsem volt hosszú életű. Több fontos tényező is van, amely ehhez vezetett, amelyek önmagukban is elegek lehettek volna, így nem csoda, hogy együttes fellépésük végleg rányomta bélyegét a műfaj alakulástörténetére.
A legtöbb rajongó, de még a zenekritikusok is úgy tartják, hogy sok grunge-banda nagyon ellenezte a mainstream sztárságot ahhoz, hogy sokáig megmaradhassanak egy-egy nagyobb kiadónál. Több zenekar megtagadta, hogy kiadóik kívánságait teljesítve „rádióbarátabb” zenét kezdjenek játszani, így a szakemberek megtalálták azokat az új együtteseket, akik hajlandóak voltak erre. Ez egy amolyan „felvizezett” hangzást jelentett, ami az „ős” grunge-fanok számára már semmit nem nyújtott. Az 1996-ban bekövetkezett visszaesés a lemezeladások terén azt okozta, hogy a kiadók olyan stílusokat kezdtek promotálni, amelyek népszerűbbé kezdtek válni abban az időszakban. Ez a visszaesés talán a popossá váló grunge-bandák feltűnésének róható fel.
Másik ok lehet a stílus elnépszerűtlenedésére az alműfaj: a post-grunge megjelenése. Ez a rádióbarát grunge, amelyből hiányzik a zúzósabb, sötétebb hangzás, ami a zene lényegét adta. Sokan tartják úgy, hogy ezt a változatot azok a kiadók hívták életre, akik még több pénzt akartak a műfajból kicsikarni, különféle „popgrunge”-változatok létrehozásával. A kilencvenes évek közepén jelentek meg ezek az együttesek, és nagy nyilvánosságot kaptak. Míg néhány ezek közül – mint a Sliverchair vagy a Bush – sikeresekké tudtak válni, a valódi grunge-fanok kritizálták őket. Ez leginkább a Candlebox és a Collective Soul esetében volt kirívó, őket érte a legtöbb támadás. Ám a legsikeresebb post-grunge zenekarokat is érték hasonló „atrocitások”, és ez ahhoz vezetett, hogy ezek még rövidebb ideig tudtak a topon maradni, mint a korábbi grunge-együttesek.
A heroin használata a grunge-zenészek között szintén nagyon komoly és szomorú problémákat vetett fel, amelyek akár a zenélés végét is jelenthették együttesek számára. Andrew Wood heroin-túladagolás miatti halála (1990-ben) volt az első nagyobb csapás a grunge világában, elhozva a Mother Love Bone pályájának végét. A függőség okozta Kurt Cobain (Nirvana) vesztét is, (bár halálának körülményei nem tisztázottak). Vele egy évben hunyt el Kristen Pfaff is a Hole együttesből, majd 2002-ben Layne Staley az Alice In Chains énekese, ők is túladagolás miatt. Közmegegyezés alapján azt mondjuk, a grunge leszállóívét Kurt Cobain halála indította, ennek időpontja 1994 áprilisa. Érdekesség, hogy a zenészről több fotó is készült, amelyen a „grunge is dead” (a grunge halott) felirat állt. /lásd: kép/
1996-ot mondják az utolsó évnek, mikor a grunge-zenészek aktívak voltak. Ebben az évben sok „utolsó” született. A Pearl Jam ekkor jelentette meg utolsó toplistás albumát, a No Code-ot. Az Alice In Chains ebben az évben adta utolsó koncertjeit Layne Stanley-vel a mikrofon mögött. A Soundgarden és a Screaming Trees kiadták utolsó stúdióalbumaikat, („Down on the Upside” és „Dust” címekkel). Végül a Nirvana megjelentette a „From the Muddy Banks of the Wishkah” című koncertlemezét, amely az utolsó hivatalos kiadványuknak számított a 2002-es best of lemezig, amelynek egyszerűen a Nirvana címet adták.
A műfaj kedvelői számára a Soundgarden 1997-es feloszlásáig nem volt még egyértelmű, hogy a grunge mainstream sikere a múlté. A rákövetkező pár év majdnem a feledés homályába küldte a stílust. Sok együttes rettenetesen lecsökkent sikerrel folytatta a lemezek készítését, a turnézást; ezek közé tartozik a legjelentősebb, a Pearl Jam is.  A legutóbbi lemezük, a 2006-os saját magukról elnevezett Pearl Jam ennek ellenére a 2. helyezésig jutott a Billboard 200-as listáján, és telt házas koncerteket adtak a világ sok hatalmas stadionjában a 2006-07-es turné folyamán. A grunge-nak még mindig megvan a stabil rajongóbázisa, bárki könnyedén találhat rajongói oldalakat az interneten a témában. A műfaj újra éledezni látszik a Nirvana – a sok új hivatalos és nem hivatalos kiadvány által – ismét erősödő népszerűségének is köszönhetően, 2002-ben például listás dallá vált a korábban kiadatlan „You Know You're Right” című kislemezük, és a With the Lights Out box set (CD-k, és egy DVD gyűjteménye) minden idők legjobban fogyó gyűjteményes kiadványa lett.

## Külső hivatkozások
- Miből lehet megtanulni mi is az a grunge? Top 10 Grunge lemez
- minden, ami grunge
- a grunge története angolul
- grunge a last.fm-en